# 塔吉克斯坦国旗
塔吉克斯坦國旗是一面三色旗，自上而下以红、白、绿水平分布，中間有一金黄色王冠，圍以七颗五角星。
紅色象徵塔吉克的國家統一與世界各國的兄弟情誼，又是太阳和胜利的象征；白色象徵棉花（塔吉克斯坦的重要物产）、白雪以及塔吉克斯坦各族人民的团结；綠色象徵伊斯兰教信仰及丰饶的塔吉克土地。国旗中央白条面積為紅、綠条的兩倍。这一色彩组合也是传统的泛波斯旗帜色彩。
金冠和七星的图案象征塔吉克族。在塔吉克语中，Tajvar 一词即为“王冠”之意。塔吉克文化视数字7为完美和幸福的象征：天堂中有七个果园，被七座山隔开，每个山顶带有一颗发光的星星。
1991年9月至1992年11月间的塔吉克斯坦国旗继承了原塔吉克苏维埃社会主义共和国国旗的主要图案，但移除了共产主义标志：黄色的锤子与镰刀及黄边红五角星图案，直至1992年11月24日，塔吉克斯坦才启用现行国旗。塔吉克斯坦为最后一个废除苏联时代国旗图案元素的前苏联加盟共和国。有人认为，塔吉克斯坦国旗类似匈牙利国旗。

## 历史旗帜
最早代表塔吉克斯坦的旗帜出现于1929年，使用于塔吉克苏维埃社会主义自治共和国。在此之前塔吉克斯坦曾是布哈拉苏维埃社会主义共和国（部分地区1924年划给土库曼苏维埃社会主义自治共和国）的一部分；而俄国革命之前今塔吉克全境皆为布哈拉汗国（自1873年成起为俄罗斯帝国的保护国）的一部分。
|  | 1924-1929                            | 塔吉克苏维埃社会主义共和国国旗                       | 1924年启用，左上角为国徽。                     |
|  | 1929                                 | 塔吉克苏维埃社会主义自治共和国国旗                   | 1929年2月23日启用，左上角为国徽。              |
|  | 1929-1931                            | 塔吉克苏维埃社会主义自治共和国国旗                   |                                                |
|  | 1929年4月-1931年2月24日              | 塔吉克苏维埃社会主义自治共和国国旗                   |                                                |
|  | 1931年2月24日-1935年7月4日           | 塔吉克苏维埃社会主义共和国国旗，拉丁字母             |                                                |
|  | 1935年7月4日-1936年5月26日           | 塔吉克苏维埃社会主义共和国国旗                       | 拉丁字母                                       |
|  | 1936年5月26日-1938年                 | 塔吉克苏维埃社会主义共和国国旗                       | 拉丁字母和西里尔字母，带镰刀锤子               |
|  | 1938年-1940年9月28日                 | 塔吉克苏维埃社会主义共和国国旗                       | 拉丁字母和西里尔字母                           |
|  | 1940年9月28日—1953年                 | 塔吉克苏维埃社会主义共和国国旗                       | 只有西里尔字母                                 |
|  | 1953年4月20日—1992年11月24日         | 塔吉克苏维埃社会主义共和国国旗                       | 唯一使用泛伊朗主义旗帜颜色的苏联加盟共和国国旗 |
|  | 1953年4月20日—1992年11月24日（背面） | 塔吉克苏维埃社会主义共和国国旗、塔吉克斯坦共和国国旗 | 去掉鐮刀錘頭                                   |
|  | 1992年11月24日至今                   | 塔吉克斯坦共和国国旗                                 | 現行旗幟                                       |